# Jason Demers
Jason Demers (Dorval, 9 giugno 1988) è un hockeista su ghiaccio canadese.

## Palmarès

### Mondiali
- 1 medaglia:
  - 1 argento (Germania/Francia 2017)